# Tipula (Acutipula) irrequieta
Tipula (Acutipula) irrequieta is een tweevleugelige uit de familie langpootmuggen (Tipulidae). De soort komt voor in het Palearctisch en Oriëntaals gebied.